# Mohamed Béji Ben Mami
Pour les articles homonymes, voir Béji.
Mohamed Béji Ben Mami (arabe : محمد الباجي بن مامي), né le 27 janvier 1950 à Tunis, est un historien et homme politique tunisien. Il est maire de Tunis de 2010 à 2011.

## Biographie

### Formation
Titulaire d'une licence et d'une maîtrise en histoire de la Sorbonne, il est aussi titulaire d'un doctorat d'État en histoire et archéologie de la faculté des sciences humaines et sociales de Tunis.

### Carrière
Il entame sa carrière à l'Institut national d'archéologie et d'art (actuel Institut national du patrimoine) en 1977 et y assume différentes responsabilités : chef de service des monuments religieux de la ville de Tunis (1985-1994), conservateur du site historique de Sidi Bou Saïd (1987-1994), chef de section de l'inventaire et des recherches de la civilisation islamique (1994), conservateur du patrimoine de la ville de Tunis (1992-2002). Il devient ensuite directeur du Centre des sciences et des techniques du patrimoine en 2000 et directeur général de l'Institut national du patrimoine en 2002.
Élu au Conseil municipal de Tunis, militant du Rassemblement constitutionnel démocratique de 1991 à 2011, il est nommé par le président de la République, Zine el-Abidine Ben Ali, comme maire de Tunis le 11 janvier 2010. Le 8 avril 2011, une délégation spéciale est nommée pour remplacer les institutions élues sous le régime Ben Ali, mettant ainsi fin au mandat de Ben Mami. 

## Procès
Le 19 mai 2011, un mandat d'arrêt est émis à son encontre pour son rôle dans le vol d'objets archéologiques.
Début janvier 2012, l'une des chambres pénales du tribunal de première instance de Tunis le condamne à quatre ans de prison pour avoir exploiter un quasi-employé de son titre afin d'en tirer profit, sans en avoir droit pour lui-même ou les autres, ou au détriment de l'administration, pour avoir céder en 2009 des artéfacts à Mohamed Sakhr El Materi, gendre du président Zine el-Abidine Ben Ali.
Le 26 mars 2015, la chambre criminelle de la cour d'appel de Tunis décide de lever l'interdiction de voyager émise auparavant contre Ben Mami, tout en maintenant sa condamnation.

## Distinctions
Ben Mami est fait chevalier (1996) puis officier (2000) de l'ordre du Mérite national au titre du secteur culturel.

## Publications
- (ar) Regard sur les tourba et autres lieux de sépulture de la ville de Tunis, Tunis, 1984.
- (ar) أسواق مدينة تونس [« Les souks de Tunis »], Tunis,‎ 1998 (OCLC 949639305).
- (ar) Les mosquées de la ville de Tunis à l'époque ottomane : étude historique, artistique et architecturale, Tunis, Institut national du patrimoine, 2001.
- Les tourbas de Tunis, Tunis, Agence de mise en valeur du patrimoine et de promotion culturelle, 2004, 75 p. (OCLC 949074530), avec Mohamed El Kéfi.
- (ar) مدارس مدينة تونس : من العهد الحفصي إلى العهد الحسيني : VII هـ / XIII م - XIII هـ / XIX م [« Les médersas de la ville de Tunis : de l'époque hafside à l'époque husseinite, du VIIe siècle au XIIIe siècle de l'hégire »], Tunis, Institut national du patrimoine,‎ 2006, 463 p. (ISBN 978-9973912626)
- (ar) جامع العابدين بقرطاج [« Mosquée El Abidine à Carthage »], Tunis, Agence de mise en valeur du patrimoine et de promotion culturelle,‎ 2007, 189 p. (ISBN 978-9973954268).